# Segara Anak
Segara Anak è un lago di origine vulcanica contenuto nel cratere del Monte Rinjani sull'isola di Lombok in Indonesia. 
Il nome Segara Anak significa figlio del mare a causa del suo colore blu che ricorda il mare. Tale lago si formo in seguito alla violentissima eruzione del Samalas del 1257.